# Конвой № 2272
Конвой № 2272 — японський конвой часів Другої світової війни, проведення якого відбувалось у червні — липні 1943 року.
Конвой сформували в Рабаулі — головній передовій базі японців в архіпелазі Бісмарка, з якої вони провадили операції на Соломонових островах та сході Нової Гвінеї. Пунктом призначення при цьому був Трук (Чуук) на сході Каролінських островів, де ще до війни створили потужну базу ВМФ.
До складу конвою увійшли судна «Мікаге-Мару № 20» (Mikage Maru No. 20) та «Нанкай-Мару № 2», а ескорт забезпечували мисливці за підводними човнами CH-16 та CH-33.
27 червня 1943 року судна вийшли з Рабаула та попрямували на північ. Хоча в цей період комунікації архіпелагу Бісмарка ще не атакувала авіація, на них традиційно діяли підводні човни. Утім, цього разу конвой зміг пройти без інцидентів та 1 липня прибув на Трук.